# Exeter
Exeter é uma cidade do Reino Unido localizada na região de Sudoeste da Inglaterra, capital do condado de Devon. Conta com uma população de 117.600 (estimativa de 2005). O rio Exe passa pela cidade. É a cidade natal de Chris Martin, vocalista da banda Coldplay.
Era conhecida como Isca dos Dumnônios (em latim: Isca Dumnoniorum) durante o período romano.

## Cidades-irmãs
- França - Rennes
- Alemanha - Bad Homburg vor der Höhe
- Itália - Terracina
- Rússia - Iaroslavl